# G1坦克
G1坦克（法語：Char G1，Char即法語坦克之意）是法國於1930年代晚期開發的一款坦克，計畫取代D2中型坦克。自1936年起，數家參與計畫的公司發展了數輛原型車，但沒有一輛在1940年法國淪陷前開發完成。該計畫包含了某些法國當時最先進的戰車設計，而最終的完成型號將會與二戰時期各國主力坦克的性能相當，例如蘇聯的T-34坦克及美國的M4雪曼戰車，但依然保有某些新奇而獨特的設計，例如火炮穩定器，半自動裝彈機及光學測距儀。

## 發展歷史

### 20噸坦克
1935年時，法軍步兵單位尚未發展出一輛令人滿意的中型坦克。當時法軍已經擁有用於突破的B1重型戰車，而數種用於支援步兵作戰的輕型坦克都馬上可以進入大規模量產，如雷諾R35戰車、霍奇基斯H35輕型坦克以及FCM 36輕型坦克，但由於D1坦克設計上的明顯缺失，而後繼者D2坦克對於D1坦克的缺陷改良又不多，因此一種優秀的中型坦克依然有待發展。法軍當時需要最少250輛這種坦克來組建5個摩托化步兵師中的戰車旅，這些摩托化步兵師的主要任務是執行戰略攻勢或防禦作戰。  當時的騎兵部隊已經開始研發一種性能相當優秀的中型坦克S-35戰車 。但步兵單位對這種坦克並不感興趣，主要有兩個理由，一方面是S-35戰車的爬坡能力有限，另一方面則是因為步兵單位希望以自行發展坦克的能力展現在戰車設計這方面，步兵是主宰騎兵的。
1935年12月8日，法軍步兵部隊發佈20噸步兵中型坦克（Char Moyen d'Infanterie de 20 tonnes）的具體技術需求。他們要求該坦克的道路行駛時速要達到每小時50公里，越野時速也至少要有每小時20公里，最大行程達到400公里，並要能跨越寬2公尺的壕溝，涉入120公分深的水中，另外還要有能力爬上45° 的斜坡。武裝方面則要有一門47毫米炮作為主炮，輔助武器則為一挺7.5毫米機槍。防護方面，步兵單位則要求裝甲厚度要有40毫米，車體必須要能防毒氣侵入，同時還要裝備一具無線電。以20噸做為坦克總重限制的主要原因是考量到鐵路、橋梁及運輸船隻的載重能力。總體而言，這些要求基本上與S-35戰車大同小異。

### 新的技術需求
到了1936年5月時，法國軍備委員會（Conseil Consultatif de l'Armement）決定邀請步兵單位來共同研製一款擁有足量裝甲及武裝，並以打擊敵方裝甲部隊為主要任務的戰車，但這款戰車同時還要夠輕（最重20噸）以壓低價格並提高機動性。而這段期間，B1坦克構造過於複雜、昂貴，且由於使用鉚接鋼板而使總重比需求重量多出2噸等等的缺陷都逐漸顯露出來。20噸坦克將會更輕，更敏捷，更便宜，更容易製造，而且不需要太多訓練。因此軍備委員會也決定20噸坦克將成為未來軍隊的主力戰車，並最終取代較舊的重型坦克。
同年10月時，軍備委員會向法國的軍備生產工業發佈了20噸坦克的新技術細節需求：極速至少要達到每小時40公里，最大行程200公里；防護則要達到B1戰車的水準（全車裝甲60毫米厚）；壕溝越野能力要達到2.5公尺。其餘的需求則包括全密封車體（防止毒氣侵入），車身體積不能妨礙鐵路運輸，武裝方面則要配備一門高初速的主炮來擊毀任何可能遭遇的敵軍中型坦克，另外還要配備兩挺機槍。
這些技術細節顯示了該戰車若研發完成，將會是法國性能最優秀、最現代化的戰車。然而這也表示這種戰車將無法在短期之內大量生產，因為它實在太先進了。當時，有些如夏爾·戴高樂的官員認為步兵單位所組建的裝甲部隊在結構上與法軍的輕型機械師（Divisions Légères Mécaniques）或德軍裝甲師（Panzerdivisionen）相當接近，也就是說與其放任步兵單位自行組建裝甲部隊，不如建立一支以摩托化步兵及自走砲為主的部隊來均衡兵力，這樣的部隊也才有足夠的彈性來勝任戰場上的各種角色。其他官員則認為企圖建立一支這樣的部隊等於是重建現代騎兵部隊，是多餘而不必要的，步兵的任務應該貼近其最原始的功能：突破敵軍防線。其中部分官員希望預算能夠完全花在生產裝甲師的軍備上；另一部分的官員則認為應該生產足夠數量的輕型步兵戰車再將它們分配到各個步兵師中，以強化各個部隊的戰力，並在步兵作戰時提供有效的火力支援。還有一些官員主張其他種類的戰車都可以去除，只需要保留重型坦克就足夠了。G型坦克（Char G，即更名前的20噸坦克）富有機動力，還有厚重的裝甲，足以擔當突破戰車的角色。然而，這些特點只有在德式裝甲師的編制風格下（將坦克集中用於突破）才能夠完全發揮，而要組建一支德式裝甲師，法軍必須先解決內部關於步兵戰術的紛爭才行。
儘管20噸坦克的前景不明，法國工業界對這項計畫卻是興致勃勃，主要是因為這項計畫很有可能成為法國主要的裝甲戰鬥車輛開發計畫；另外，當時的法國工業飽受經濟大蕭條的摧殘，亟需大量資金，而這項計畫將會為工業界帶來可觀的投資。1936年下半年至1937年上半年，共有七家公司提交了新型坦克的草擬計畫，包括Baudet-Donon-Roussel（BDR）、FCM、 Fouga、Lorraine de Dietrich、Renault（雷諾）、SEAM以及SOMUA。 另外有一家名為Batignolles公司對外公佈了計畫，但沒有提交給法國軍方。
法國軍備委員會於1937年2月20日發佈了每一項提案的評估報告。報告中點明SOMUA公司的提案將不被採納，計畫將於一年之內被終止。主要原因是SOMUA公司的提案依然落入了舊式戰車的窠臼，並未包含新的設計思維；SOMUA的設計基本上是將SOMUA S40坦克與SAu 40自走炮混合在一起，整體而言就只是一輛爬坡能力較佳的SOMUA S35。FCM公司提出的設計細節不明，但似乎擁有與FCM 36相近的輪廓，雖然依照尺寸來看可能比FCM 36大上20%左右，另外還安裝了一個屬於FCM F4的強化炮塔。
至於其他公司的提案，BDR公司、Fouga公司以及Lorraine de Dietrich公司的設計皆被保留，直到這些公司提出更多有關設計可行性的資料。SEAM公司與雷諾公司的設計則被認為相當先進，因而分別被准許各建造一輛原型車。事實上，SEAM公司與雷諾公司跟法國軍方的良好關係使他們能夠在技術需求正式發佈以前便著手開始提案工作。然而，對於雷諾公司而言，這項優勢在1937年11月時便成了劣勢。當時的法國軍備委員會發佈公告，要求新型戰車的車體上必須安裝一門口徑75毫米的副炮；這是安德烈·波尼亞托夫斯基（André Poniatowski）遊說後的結果，他是SEAM公司其中一家外包設計局的局長，而他所提出的設計（指由安德烈·波尼亞托夫斯基設計後交由SEAM公司提出）毫不令人意外地包含了這個特色（車體上安裝一門75毫米炮）。SEAM公司的原型車被要求於1937年10月31日前交付，當時的造價為一千兩百萬法郎，其中的20%將由國家出資。
在車體上安裝75毫米副炮的新要求為各個競爭公司帶來了諸多麻煩，他們的設計中根本沒有空間容納如此巨大的武器；為了安裝一門75毫米炮，車體勢必要加大，全車的總重量預估會增加兩噸左右。後續發佈的另一項將裝甲增厚50%的新需求又將使總重量提升兩噸。所有於1937年2月交付的設計提案都無法達到將車重限制在20噸以下的要求，新設計的重量大多介於23到25噸之間。
然而，雷諾公司的提案卻輕易的被採納，他們將75毫米炮改安裝於炮塔上，從而解決了在車體上安裝副炮所帶來的麻煩。1936年，該公司交付這項提案作為一種可能的解決方案，並獲得普遍正面的評價。受到提案成功的鼓舞，雷諾公司透過賄賂法國軍方與工業界的聯絡人，一名步兵科（Direction de l'Infanterie）的高階軍官，而重新從波尼亞托夫斯基那裡搶回了設計主導權；這名高階軍官稍後再次遊說軍備委員會更改技術需求。他成功說服了軍備委員會：安裝於炮塔上的75毫米炮不該只是一種設計選項；它應該是新型坦克的必要武裝。這給了雷諾公司其他競爭者所沒有的巨大優勢，因為他們現在必須更改甚至重新設計他們的提案，這勢必會造成嚴重的交付延遲，而這正是雷諾公司所希望看到的。
1937年下半年，20噸坦克正式更名為G1坦克，當時所有公司的原型車皆被官方賦予正式名稱，分別為：Lorraine公司：G1L；雷諾公司：G1R；BDR公司：G1B；Fouga公司：G1F以及SEAM公司：G1P。SOMUA及FCM公司的提案由於太過不明確與缺乏創新而被終止。這兩家公司後來被要求生產其他型號的戰車。
1938年2月1日，法軍步兵發佈了一項新的技術需求，這也是該計畫技術需求的第三次重大改變：最大重量限制增至35噸，而且炮塔上必須要安裝一門L/32（倍徑32；炮管長度為口徑的32倍）的75毫米主炮。
這些新的要求使得多數公司慢下設計的腳步：他們不願再將更多資金投入一個不斷改變，而且目標不明確的計畫中。因此，1938年6月8日，法國政府指派設計ARL坦克的軍事工程師莫里斯·勒維赫特（Maurice Lavirotte）來指導各家公司的設計，以加快進度；如果公司無力生產或沒有管道取得裝甲，使用蒸氣鍋爐上的鋼板來建造原型車是被允許的。當時的雷諾公司無法給定一個明確的投產日期；Fouga及BDR公司的設計早已超過了限制重量；SEAM公司預定可於1940年中期投產，Lorraine公司則為1941年。
1938年7月12日，委員會又再次發佈了一份更為具體的新技術需求清單。整體而言，法國軍方要求一輛擁有厚重裝甲、可以抵擋標準戰防炮的射擊，以及優異機動性的坦克。具體需求部份，他們要求該輛坦克裝備一門高初速的半自動裝填75毫米戰車炮；一挺安裝於炮塔上且必要時可用作防空機槍的7.5毫米機槍；一挺置於炮塔或車體前方的機槍；主炮的最小攜彈量為100發，機槍則為30個彈夾；空車重量不超過30噸，戰鬥重量則不得大於32噸；引擎必須能以電動或手動方式啟動，履帶的設計也要考量到維修時的便利性。於道路上行駛時，最大時速要達到40公里／小時，長途行駛時平均時速也要有30公里／小時，另外越野時的時速至少要達到20公里／小時。坦克上必須安裝兩個油箱，最大行程要達到200公里，或是能夠越野行駛8個小時。爬坡能力則必須爬上高90公分的障礙，並能在堅硬路面上爬上85%的斜坡，在濕軟路面上爬上65%的斜坡；坦克要能越過250公分寬的壕溝，並能涉入120公分深的水中。這也是委員會第一次將車體尺寸納入技術需求中：為了方便鐵路運輸，車寬不得超過294公分；車體高度不得超過120公分，但依然要有足夠空間安裝一扇位於側面的逃生門。
至於氣密裝甲的技術需求，裝甲厚度仍然維持在60毫米，但增加了一些新的需求，其中包括不得使用外掛裝甲，以及鋼板間的接合可以選擇使用鉚釘、軸栓或電銲來完成。另外，一具自動滅火器也被要求安裝至車內。
為了使乘組員獲得優良的視野及開火命中率，先進的觀測裝置及射控系統都被要求安裝至G1坦克上。裝有一挺7.5毫米機槍的車長塔上被要求加裝一具與整個炮塔連動的導向器，使車長可以自行將75毫米主炮對準目標，從而開啟了車長兼任炮手的可能性。另外，車長塔上還必須加裝一具遙測測距儀。主要武裝將是一門L/32 75毫米主炮，儘管32倍徑的主炮與其他主要國家的戰車主炮比起來相對不足，該門炮在使用含鎢次口徑穿甲彈時的高炮口初速彌補了這點。
1938年夏季提案截止時，沒有一家公司的設計能夠在不重新設計的情況下符合這些要求。

### G1P坦克（SEAM）
G1P坦克是SEAM公司（Société d'Études et d'Applications Mécaniques，機械研究與應用協會）的設計，其中官方編號G1P的字母「P」代表設計師的名字：波尼亞托夫斯基（Poniatowsky）。由於於1935年時事先獲得技術細節的需求，SEAM公司的設計是所有提案中最先進的一個，他們並於1936年12月3日將原型車交付予委員會進行審查，儘管當時的原型車尚未完成。該輛原型車並未使用指定的引擎，主炮也尚未安裝，然而車輛總重已經來到23噸（1936年時新的技術需求尚未發佈，總重限制依然為20噸），這應證了一個名為德呂埃工坊（Atelier de Rueil）的軍事研討會於稍早所做出的預測：不可能有任何一輛戰車在滿足所有技術需求的同時還能將車重維持在20噸以下。G1P沒有使用指定的12 CV引擎（可輸出280匹馬力），它使用的是一具Hispano 6 CV引擎（可輸出120匹馬力）。儘管G1P使用了一款油電混合的傳動系統，於1937年10月3日至10日間的實地測試表明該車的最高時速為道路上14公里／小時，而越野時更只有10公里／小時。然而，由於該車使用的是一具暫時性且馬力不足的引擎，這種結果並不令人意外。光是傳動裝置便重達2.4噸，比起一般戰車的傳統機械傳動系統重上1.5噸。不過，操縱該車卻相當輕鬆，而且與其他油電混合系統不同的是，G1P戰車並沒有可靠性不足的問題。該車採用了有弧度的傾斜裝甲。而車體右側也保留了空間以安裝75毫米副炮。乘員為四人，包含一名車長（兼任炮塔機槍手）、一名駕駛、一名炮手以及一名無線電操作員。整體車長為557公分。
委員會認為，由於該戰車尚屬未完成狀態，因此他們無法做出任何決定。不過，委員會也提供SEAM公司改進的方向，包括將車體加長，安裝一個適應性更強的懸吊系統，以及將95毫米厚的防火隔板移至後方，使戰鬥室更為寬敞，從而創造出操作75毫米炮所需要的空間。
1937年6月6日，G1P坦克的設計被法國高級戰爭委員會（Conseil Supérieur de la Guerre）列為未來裝甲師（Divisions Cuirassées）可能的主力戰車。 1937年至1938年間，SEAM公司重新建造G1P坦克，更換了新的懸吊系統，並安裝了一具與ARL戰車一樣的Hispano-Suiza引擎（可輸出280匹馬力）。資料照片顯示這輛新造的G1P的兩側各有六個路輪。除了車體武裝的改變外，委員會也於1938年5月24日要求坦克上安裝一個搭載一門SA35 47毫米主炮的APX4炮塔，另外還要使用新的無線電系統。 該輛原型車的尺寸也稍有改變：車體寬度從原本的2.94公尺減至2.92公尺，車高從2.76公尺減至2.73公尺。雖然新的炮塔比原始炮塔來的大，但底盤高度從183公分減至174公分彌補了這點。
1939年上半年，委員會依然在考慮是否要將250輛G1坦克的訂單給予SEAM公司。然而，與此同時，SEAM公司內部卻發生了嚴重的財務危機。事實上，1938年7月，以75毫米炮作為主炮的新技術需求發佈時，該公司便已經因為缺乏足夠的資金而無法重啟G1P坦克的設計草案；現有的原型車並不符合規格，而且它的傳動系統也因為先前增加的重量而早已不堪負荷。SEAM向ARL公司尋求協助，而法國軍備委員會則要求ARL公司提供協助，因此SEAM將G1P的原型車移轉予ARL公司以便將ARL 3炮塔安裝於一的加寬的底盤上。當戰爭於1939年9月10日爆發時，這個計畫被終止，但隨後又於1939年12月22日以科技發展範例的名義被重啟；當法國於1940年淪陷時，G1P依然處於未完成狀態，連炮塔都尚未安裝。不過作為G1坦克的一個分支，G1P已經是所有G1坦克計畫中完成度最高，而且最接近可以行駛狀態的型號了。

### G1F坦克（Fouga）
到1937年下半年時，Fouga公司都還未能提出一個完整的提案。該公司最初的設計並未留下任何草圖，不過似乎包含了一項無炮塔的設計，也就是主炮會隨著整輛戰車的車身一同旋轉。該輛戰車使用的卡爾登-洛伊履帶（Carden-Loyd track）稍後被委員會否決，原因是太過脆弱。儘管如此，Fouga公司依然得到了生產一輛原型車的許可。1938年時曾有預估若安裝一門75毫米炮，全車總重會增至35噸。 G1F坦克的發展計畫大約於1939年被取消，可能略早於其他的型號。

### G1B坦克（BDR）
BDR公司的提案是建造一輛與B1重型坦克大致類似的戰車，包括一組迴旋履帶系統，但一側擁有七個路輪，且與B1坦克不同的是，這種履帶無須每日上油，而且使用滾珠軸承。履帶內側將有一條連續的橡膠條包覆。G1B坦克的具體尺寸如下：車體長556公分；車寬280公分，以及285公分的車高。因此G1B是所有設計中尺寸最大，而且重量最重的戰車，總重達28.5噸。履帶寬度為35公分。雖然通常的涉水深度為145公分，但BDR公司認為只要有適當的引導，G1B也可以在必要時完全浸入水中以橫渡河流。G1B計畫使用一具橫向放置於車體的Potez 12V氣冷式320匹馬力引擎。傳動裝置則是吉布斯－羅森式（Gebus-Roussin）油電混合系統。油箱容量為520公升。主要武裝為一門安裝於車體的75毫米SA35榴彈炮，攜彈量為70發。依照1937年的數據顯示，該輛坦克將擁有一個APX4炮塔，其上裝有一門47毫米SA35戰車炮，備彈102發。 雖然G1B的車體足夠寬敞，有足夠空間將75毫米副炮置於中央，但這也導致炮塔必須安裝於偏左的位置，但在提案中BDR公司卻忘記提出這點，委員會稍後予以指正。
當委員會發佈新的技術需求，要在炮塔上安裝一門75毫米主炮時，BDR公司認為這是不可行的，戰車會因為本身便已經相當龐大的車體而變得更重。委員會依然於1938年夏季敦促BDR公司解決這個問題，但最終被證明是無解的。一項安裝可輸出350匹馬力雷諾引擎的提議被提出來，但這也只能稍微緩解機動力因總重大幅增加而嚴重不足的問題。1939年4月1日有消息指出原本將要安裝於G1B車體上的ARL 3炮塔會使車高增至325公分，而且若不將車體加寬，炮塔將無法安裝，但加寬車體又會造成鐵路運輸的不便。更糟的是，整體車重將會增加至37.5公噸，這已經超過運輸艦的載運重量了。BDR公司的設計於1939年9月10被終止，儘管同年3月時法國國防部已經訂購了一輛原型車。BDR公司最終只完成了一個木製模型，但卻因為安全因素無法提交給委員會，而且該模型車也缺少夠大的乘員逃生口；從來沒有一輛G1B原型車被製造出來過。然而，後來的ARL 40驅逐戰車即是以G1B為基礎開發出來的。

### G1L坦克（Lorraine de Dietrich）
Lorraine de Dietrich公司的G1L設計是以該公司於1933年設計的輕型步兵戰車為基礎開發而成的。它的車體低矮，車身較長，擁有相當優秀的越壕能力。然而這也代表了G1L將沒有足夠的空間容納一門75毫米副炮；它的副炮口徑減為47毫米，然而由於G1L的APX4炮塔上已經安裝一門47毫米的主炮，47毫米的副炮因此顯得有些多餘。G1L與G1F一樣，使用卡爾登-洛伊履帶，而也同樣被委員會以太過脆弱為理由駁回。G1L最初使用克里夫蘭變速器，但被委員會認為不適合，因此後來又改為預選式變速器。計畫中，G1L將使用一具Hispano-Suiza 230匹馬力引擎。車身長550公分，寬則為250公分。
G1L在許多均質裝甲上焊接鋼板以增強防護，這是它與其他廠商所研製的G1坦克的最大差別。1937年時，均質裝甲的技術尚未成熟，而且品質不易控制的特性愈發明顯，這導致有能力生產均質裝甲的廠商並不多，再加上當時亦有許多法國坦克使用均質裝甲，因此G1L坦克的產量注定不會很高。不過，Lorraine公司的電機傳動裝置已發展成熟；G1L坦克使用的履帶亦與Lorraine 37L拖拉機相同，因此投入量產仍舊不無可能。當時的國際情勢已逐漸升溫，因此引入新型的現代化坦克似乎是最直接的保護措施。於是1937年下半年，G1L正式進入法軍服役，Lorraine公司也獲得了一紙價值2600萬法郎的合約，命其於1938年年底前交付一輛原型車。
1938年夏季，G1L的原型車已經有一個大型鋼製模型了。然而，1939年新發布的技術指令打亂了G1L的生產時程。當G1L被要求裝載一個裝有75毫米主炮的FCM炮塔時，原先的計畫重量立刻驟增至36公噸。G1L的第一項提案設計中，該車的空底盤重量僅為16公噸。為了應付增加的重量，Lorraine公司計畫換裝一具可輸出450匹馬力的Panhard引擎；然而，新的問題卻隨之產生：為了容納這具馬力更強，但體積也較大的引擎，引擎架必須被增高至會妨礙FCM炮塔全向轉動的高度。新引擎及新炮塔安裝完成後，整體車高會增至290公分。另外，懸吊系統也幾乎無力負荷額外增加的重量；履帶的接地壓力來到每平方公分6公斤，而這是技術指令標準的三倍。 1939年早期，Lorraine公司嘗試以安裝一個衍生自ARL 3的炮塔來使G1L的計畫持續運作，而不使用ARL 3炮塔則是因為當時還沒有任何一個ARL 3炮塔被製造出來。這個Lorraine公司自製的炮塔輪廓較為低矮，從而減少了車體高度；然而，較小的炮塔也表示主炮的俯角將會被嚴重限制。1939年4月13日，軍備委員會建議Lorraine公司終止G1L坦克計畫，但遭到法國國防部的反對。直到同年9月10日第二次世界大戰爆發後，該計畫才終於被迫放棄。

### G1R坦克（雷諾）
雷諾公司的創始人路易·雷諾對G1坦克計畫非常有興趣，一方面是因為G1坦克很有可能威脅到雷諾公司生產的D2戰車以及已有大量儲備的B1戰車，另一方面則是因為該計畫將能夠修復雷諾公司作為法國軍備工業界最優秀戰車製造廠的名聲，這個名聲在該公司設計的失敗作品AMC 34、AMC 35坦克以及一些其他型號的坦克時被破壞。

雷諾公司於1936年12月10日將設計提案提交予委員會，而不久前該公司的軍事工業部門才剛被國有化，工廠並被重新命名為AMX。然而這並沒有阻止路易·雷諾繼續活躍於軍備設計及生產的產業中，他靈活運用雷諾公司的剩餘資源，並不時與AMX合作或競爭。 不久後，G1R坦克的第一個木製模型便被生產出來；該模型於工廠時的廠內生產代號為雷諾 ACK1。這個代號僅僅代表了雷諾公司軍用原型車訂單的先後順序代號，並沒有其他含意。
雷諾公司的最初設計是以R35戰車開發而成的。它有著與輕型步兵戰車類似的弧形車體，但較寬，而且每側有六個路輪，並裝有雙履帶—這是為了避免重新設計寬型履帶所可能會帶來的麻煩。它使用現代化的扭力桿作為懸吊系統，有點類似於G1L坦克的原始設計，以及一具稍微過時的克里夫蘭變速器。履帶的外側保護裝甲與整體車身的主要裝甲是同一塊鋼板製成的。
G1R的車體是從以一個平圓頂的上部結構為基礎設計出來的，外觀上看來類似於傳統的圓形炮塔。然而，事實上這個炮塔在原先的計畫中是要被固定於車體上的；47毫米主炮將被安裝於炮塔內部，並自一個類似於碉堡射擊孔的狹長隙縫中左右調整設界，主炮的旋轉支點則為一根固定於車體底部的轉軸。在第二個版本的設計中，G1R將會使用一個「假炮塔」，這個炮塔是可以旋轉的，但是由一個電動炮架所帶動；因此炮塔上無法安裝保護力較強的炮盾，不過因為無須承受主炮的重量，炮塔將會較輕。在炮塔的上半部，右側有一個凸出的垂直圓柱體，其上為車長塔，並裝有一挺雙聯裝機槍。車長（兼任炮手）位於炮塔右側，裝填手則位於左側；炮塔內即便已有兩名乘員，依然有足夠空間容納一門施奈德47毫米戰防炮，這門炮比起標準的APX1及APX4炮塔上所能安裝的SA 3547毫米短管主炮來的有威力，穿透力也較強。由於認為G1R的設計將會大幅超越其他對手因而獲取大筆訂單，路易·雷諾對於1937年11月時安德烈·波尼亞托夫斯基成功說服軍備委員會在車體上安裝一門75毫米炮一事感到相當不悅。ACK1（即G1R）的車體太過平整，根本裝不下口徑如此龐大的副炮。為了拯救他的計畫，路易·雷諾也開始遊說軍備委員會。部份遊說內容是雷諾提議在炮塔上安裝一門較長（至少達L/29）的75毫米主炮。雷諾也宣稱如果將兩門炮減為一門的話，車輛總重將可以從現在的24噸減至19.6噸。
1937年時，委員會對扭力桿懸吊系統提出質疑，並否決了克里夫蘭變速器及雙履帶的設計。委員會並同時決議重量必須達至少25噸。不過，由於創新的主炮安裝設計，雷諾公司依然被允許生產一輛原型車。
1938年2月1日變更的技術指令對雷諾公司相當有利，當時所有其他廠商都得為了新指令而徹底重新設計他們的戰車，而雷諾的ACK1擁有一個寬敞的戰鬥室，這使的容納一個較為寬大的炮塔十分容易。雷諾公司也承諾G1R將可於1940年投產，早於G1L的1941年，從而將G1L的設計屏除於G1坦克計畫之外。
不過與此同時，委員會也發現稍早由那名被賄賂的步兵科高階軍官所提出的預估重量根本是一場騙局，最有可能的總重將會是28公噸。同時，最初計畫的投產日期後來也被證明太過樂觀，這也影響到B1戰車的產量。1938年4月雷諾又宣稱只要安裝扭力桿懸吊系統，將乘員減至四人並保持最低載彈量，G1R的重量還有減輕的空間。不過，委員會依然決定將總重限制提升至30噸，這個重量與其他戰車的計畫重量相當，而且計畫中車體側面的內部裝甲（位於50毫米的履帶外側附加裝甲下方）也被委員會認為太薄。因此，G1R原先比起其他對手的重量優勢如今消失殆盡。
1938年夏季，雷諾公司又遭遇了新的難題，委員會對G1坦克提出了新的要求其中包括炮塔上的主炮必須在射擊後保持穩定以及安裝一具遙測測距儀，這些裝備都是G1R的現有炮塔無法容納的。另外，由於重達2.5噸的假炮塔與主炮連動，主炮在開火時所產生的動能經常影響觀測裝置的視線。這個問題在1939年時被APX公司克服，他們設計了一個系統，使的炮座的垂直軸心連接至炮塔頂部。與此同時，帶來諸多麻煩的克里夫蘭變速器也被放棄。整體來說，雷諾公司在1938年至1939年間的設計進度是相當緩慢的。
1939年9月10日後，G1R坦克是G1坦克系列唯一有持續進行研發工作的型號，這或許是因為雷諾公司是當時少數仍有生產能力的公司之一。

## 炮塔設計
1930年代時，法國戰車的炮塔與車體是分開設計的，這是為了將炮塔標準化，如此一來炮塔便能夠安裝至各式不同的戰車上。1938年6月1日，軍備委員會選出ARL、FCM以及雷諾三間公司的設計團隊分別設計一款符合新技術需求的G1坦克炮塔。三間公司的設計團隊後續又各自對炮塔做出修改，以便安裝一門高初速初速的75毫米主炮。
1939年7月，ARL公司正在研製裝有炮塔置物籃且重5.7噸的ARL 3炮塔、一個適用於ARL 3炮塔且直徑為188公分的炮塔環，以及一門同時被使用於FCM F1超重型坦克計畫中的主炮。FCM公司則在研究是否要在FCM F1超重型坦克重達7.5公噸的八角形焊接副炮塔上裝上一具先進的半自動裝填機，以及是否要將炮塔環直徑改為185公分。作為一項備用計畫，FCM公司同時也在考慮由2C超重型坦克上取下的焊接八角形F4炮塔的使用可行性，該炮塔的主要武裝為一門75毫米野戰炮。

## 戰略功能
當1939年的技術指令發佈時，G1坦克計畫的主要目標已經不再是強化步兵單位的戰力了。為此，支援型戰車（Char d'accompagnement）AMX 38的角色—該型戰車20噸的總重量以及一門47毫米的主炮使之相當符合早先「20噸坦克」的概念—如今變得重要起來，並被排入計畫中。由於戰爭迫近的威脅，多數工廠的產能都被用於生產現有的戰車型號，因此G1坦克亦將不會取代B1戰車成為法軍主力。事實上，當時的法國軍方對於要如何使用G1坦克以及它所扮演的戰略角色都尚未有正式的定論。從戰略的角度來看，G1坦克真正合理的戰略部署應該是將之用於擊敗德國計畫中的第三階段攻勢：1940年的第一階段中，法軍將使用現有的戰車壓制住德軍的活動，接著FCM F1超重型坦克將於1941年的第二階段中突破或是包抄德軍的齊格菲防線，最後，大約於1942年或1943年間，新型的G1坦克將帶領法軍進行縱深突破，並最終迎來第三階段的勝利。

## 未來戰車
當第二次世界大戰於1939年9月爆發時，所有的戰車研發計畫都受到了影響。同年12月15日時，法國的戰車總監決定戰時的法國工業將只能生產現有型號的戰車，以及另外三個被嚴格挑選的例外類型： 支援坦克（Char d'accompagnement），一種新型的步兵中型戰車；作戰坦克（Char de Bataille），一種新款的重型坦克；以及防禦坦克（Char de Fortification），一款超重型戰車。 一個新的裝甲研究委員會於1940年2月28日被設立以進一步研究這三種坦克。該委員會認為支援坦克將必須於炮塔上裝載一門47毫米主炮，而作戰坦克則需於車體上安裝一門90毫米副炮。 介於兩種類型中間的G1坦克也因此不會進入生產線。
可想而知的是，路易·雷諾想盡辦法要扭轉這個決定。1940年4月1日時，一個次級委員會收到來自雷諾公司首席工程師的來信，信中表示G1R坦克已幾乎完全開發完成，現在終止該計畫是相當愚蠢的作為。他同時也提到第一副車體裝甲將於1940年7月投產，懸吊系統與變速箱的開發幾乎完成，新的350匹馬力引擎也正在接受測試（該名首席工程師並沒有提到新引擎的開發遭到路易·雷諾的強烈反對，他認為B1戰車的引擎若經過升級，將已夠用）。重量則會低於35噸，可能會低至32噸。所有的可行性測試將會在5月完成，9月時便會有第一輛G1R坦克走出生產線。然而由於雷諾公司對先前委員會的操縱手段曝光，新的委員會便得不容易受人擺佈。新委員會在回信中表明，G1R坦克的原型車可以依照合約繼續建造直到完成，然而，儘管該型號擁有許多先進的科技設備，投入量產依然是不被允許的。1940年6月的停戰協定最終終止了一切研發工作。
然而，2008年時，一名法國裝甲歷史學家斯特凡·費拉德（Stéphane Ferrard）卻認為G1R坦克是戰爭爆發後唯一被允續繼續研發工作的型號，這代表了G1R最終依然有可能會投入量產，而且很可能是裝有ARL 3炮塔及400匹馬力引擎的版本。G1坦克後續較符合邏輯的改裝可能會是安裝一個可容納三人的ARL 42炮塔，接著換裝L/40 75毫米主炮，最終達到與1942年水平相近的中型坦克，例如蘇聯的T-34戰車以及美國的M4雪曼戰車，但由於裝備一些特殊的器材，如測距儀及主炮穩定器，G1坦克在某種程度上又與戰後的AMX 30戰車相近。

## 註記
1. ↑  Pierre Touzin, 1979, p. 165
2. ↑  Stéphane Ferrard, 2007a, p. 38
3. ↑  Stéphane Ferrard, 2007a, p. 39
4. ↑  Stéphane Ferrard, 2007a, p. 40
5. 1 2 3  Pierre Touzin, 1979, p. 166
6. 1 2 3  Stéphane Ferrard, 2007b, p. 67
7. ↑  Stéphane Ferrard, 2007a, p. 43
8. ↑  Stéphane Ferrard, 2007a, p. 44
9. ↑  Jean-Gabriel Jeudy, 1997, p. 55
10. ↑  Stéphane Ferrard, 2007b, p. 71
11. 1 2  Stéphane Ferrard, 2008a, p. 48
12. 1 2  Stéphane Ferrard, 2008a, p. 49
13. 1 2  Stéphane Ferrard, 2008a, p. 50
14. 1 2 3 4  Stéphane Ferrard, 2008a, p. 53
15. 1 2  Stéphane Ferrard, 2008a, p. 54
16. ↑  Stéphane Ferrard, 2008a, p. 55
17. 1 2  Stéphane Ferrard, 2008b, p. 73
18. 1 2  Stéphane Ferrard, 2007a, p. 46
19. ↑  Jean-Gabriel Jeudy, 1997, p. 56
20. 1 2 3  Stéphane Ferrard, 2008b, p. 74
21. ↑  Stéphane Ferrard, 2007b, p. 70
22. 1 2 3  Stéphane Ferrard, 2008b, p. 78
23. ↑  Stéphane Ferrard, 2007a, p. 42
24. ↑  Stéphane Ferrard, 2007b, p. 66
25. 1 2  Pierre Touzin, 1979, p. 167
26. 1 2 3 4  Stéphane Ferrard, 2008a, p. 51
27. ↑  Stéphane Ferrard, 2007b, p. 62
28. ↑  Stéphane Ferrard, 2007b, p. 64
29. 1 2  Stéphane Ferrard, 2007b, p. 65
30. ↑  Stéphane Ferrard, 2007b, p. 63
31. 1 2 3  Stéphane Ferrard, 2008a, p. 52
32. ↑  Stéphane Ferrard, 2008b, p. 76
33. ↑  Pierre Touzin, 1979, p. 168
34. ↑  Stéphane Ferrard, 2008b, p. 72
35. ↑  Pierre Touzin, 1979, p. 186-190
36. ↑  Stéphane Ferrard, 2008b, p. 79
37. ↑  Stéphane Ferrard, 2008b, p. 77

## 外部連結
- https://web.archive.org/web/20130904231817/http://mailer.fsu.edu/~akirk/tanks/france/France-Other.html